# David Watkin (storico dell'architettura)
David John Watkin (Salisbury, 7 aprile 1941 – 30 agosto 2018) è stato uno storico dell'architettura inglese, è stato docente presso l'Università di Cambridge.

## Scritti tradotti in italiano
- con T. Mellinghoff, Architettura neoclassica tedesca (1740-1840), Milano, 1994.
- con , R. Middleton Architettura dell'Ottocento, Milano, 1977 e 2001. ISBN 88-435-2465-8
- Architettura e moralità. Dal gothic revival al movimento moderno, Jaca Book, Milano, 1982.
- Storia dell'architettura occidentale, Zanichelli, Bologna, 2007.